# كارلوس كونتريرز زامبرانو
كارلوس كونتريرز زامبرانو (بالإسبانية: Carlos Contreras Zambrano)‏ هو مدرب كرة قدم ولاعب كرة قدم تشيلي، ولد في 22 يناير 1995 في سانتياغو في تشيلي. لعب مع كولو-كولو.

## وصلات خارجية
- كارلوس كونتريرز زامبرانو على موقع قاعدة بيانات كرة القدم.إي يو (الإنجليزية)
- كارلوس كونتريرز زامبرانو على موقع Soccerway.com (الإنجليزية)